# Jake și Blake
Jake și Blake este un sitcom produs în Argentina, despre doi gemeni separați la naștere, care după ce se întâlnesc fac schimb de locuri. Serialul a fost creat de Cris Morena și produs de Cris Morena Group și RGB Entertainment. 
Serialul a fost filmat în Buenos Aires, Argentina în limba engleză. În ciuda faptului că a fost filmat în limba engleză, toți actorii sunt din Argentina, avându-l în rolul principal pe Benjamin Rojas.
O avanpremieră a avut loc pe 29 noiembrie 2009, iar premiera oficială a avut loc pe 7 decembrie 2009, la Disney Channel America Latină. În România, premiera a avut loc pe 16 august 2010, la Disney Channel România, cu o variantă dublată în limba română.

## Povestea
Jake și Blake sunt niște frați gemeni, separați la naștere, care nu s-au cunoscut nicodată.
Jake este un elev devotat, iar Blake este un star pop foarte cunoscut. Într-o zi, Jake este exmatriculat din școală, din cauza problemelor avute cu fiul directorului. În timp ce Jake se întoarce de la școală, Blake fuge pentru a evita să meargă la o petrecere. Astfel, cei doi se întâlnesc și discută despre viețile și asemănarea lor fizică. Cei doi decid să facă schimb de roluri, Jake trebuind să fie un star pop, iar Blake o persoană obișnuită. Serialul este asemănător cu romanul Prinț și cerșetor. Dar în cele din urmă cei doi reiau vechile roluri.
- Benjamin Rojas - Jake și Blake
- Sofia Reca - Elena
- Debby Ryan - Bunckie
- Victoria Maruette - Miranda
- Fabio Aste - Judy
- Diego Lesko - Jubbie

#### Dublaj
- Benjamin Rojas [Jake si Blacke]
- Sofia Reca [Elena]
- Debby Ryan [Bunckie]
- Victoria Maruette [Miranda]
- Fabio ASTE [Judy]
- Diego Lesko [Jubbie]

## Difuzare internațională
| Actor             | Personaj    | Descriere |
| ----------------- | ----------- | --- |
| Benjamin Rojas    | Blake Hill  | O vedetă pop, care își dorește o viață normală. |
| Benjamin Rojas    | Jake Valley | Un elev conștiincios, pasionat de matematică. Este fratele geamăn a lui Blake |
| Sofía Reca        | Hope        | Cea mai mare fană a lui Blake, pe care-l urmărește peste tot. |
| Melanie Green     | Annie       | Cea mai bună prietenă a lui Jake. |
| Tomás Martínez    | Max         | Fratele în vârstă de 12 ani a lui Blake. |
| Victoria Maurette | Miranda     | Asistenta lui Blake. |
| Diego Child       | Bruce       | Prietenul fals a lui Jake. |
| Matías Mayer      | Alan        | Fiul d-lui King și inamicul lui Jake. |
| Diego Leske       | Dl. King    | Directorul școlii unde învață Jake. |
| Ana Justo         | Kathy       | Bunica adoptivă a lui Jake. |
| Paul Drutman      | Buddy       | Șoferul și bodygoardul lui Blake. |
| Fabio Aste        | Fynk        | Un misterios om de afaceri. |
| Marcelo Andino    | Slate       | este majordomul lui Fynk, și pe deasupra și spion care trebuie să afle despre Jake și Blake la cererea lui Fynk care îl și ceartă, fiindcă o da în bară de fiecare dată dar și reușește să îi dea coordonate. |

| Țară                                     | Canal                                     | Data premierei     |
| ---------------------------------------- | ----------------------------------------- | ------------------ |
| Argentina Brazilia Chile Mexic Columbia  | Disney Channel America Latină             | 29 noiembrie 2009  |
| Danemarca · Finlanda · Norvegia · Suedia | Disney Channel Scandinavia                | 12 aprilie 2010    |
| Spania                                   | Disney Channel Spania                     | 17 mai 2010        |
| Italia                                   | Disney Channel Italia                     | 2 iunie 2010       |
| Israel                                   | Disney Channel Israel                     | 1 iulie 2010       |
| Regatul Unit                             | Disney Channel Regatul Unit               | 26 iulie 2010      |
| Bulgaria                                 | Disney Channel Bulgaria                   | 16 august 2010     |
| România                                  | Disney Channel Romania                    | 16 august 2010     |
| Polonia                                  | Disney Channel Polonia                    | 27 septembrie 2010 |
| Franța                                   | Disney Channel Franța                     | august 2010        |
| Ungaria                                  | Disney Channel Ungaria                    | august 2010        |
| Cehia Slovacia                           | Disney Channel Republică Cehă și Slovacia | august 2010        |
| Statele Unite ale Americii               | Disney Channel Statele Unite              | octombrie 2010     |